# Trichastylopsis albidus
Trichastylopsis albidus är en skalbaggsart som först beskrevs av Leconte 1852.  Trichastylopsis albidus ingår i släktet Trichastylopsis och familjen långhorningar. Inga underarter finns listade i Catalogue of Life.